# Нейтралітет Австрії
Декларація нейтралітету (нім. Neutralitätserklärung) — декларація австрійського парламенту про постійний нейтралітет країни. Була прийнята 26 жовтня 1955 року як конституційний акт парламенту, тобто як частина Конституції Австрії.
Відповідно до резолюції Федеральних зборів парламенту після Австрійського державного договору, Австрія проголосила «постійний нейтралітет за власним бажанням». У другому розділі цього закону говорилося: «В усі майбутні часи Австрія не приєднається до жодних військових союзів і не дозволить створення будь-яких іноземних військових баз на своїй території».

## Історія
Формально декларація була добровільно оприлюднена Республікою Австрія. Політично це було прямим наслідком союзницької окупації Радянського Союзу, Сполучених Штатів, Об’єднаного Королівства та Франції між 1945 і 1955 роками, від якої країну було звільнено Австрійським державним договором від 15 травня того ж року. Радянський Союз не погодився б на Державний договір, якби Австрія не зобов'язалася оголосити нейтралітет після того, як союзні війська залишили країну.
З 1955 року  нейтралітет став глибоко вкоріненим елементом австрійської ідентичності. Опитування громадської думки в березні 2022 року показало, що 76% виступають за те, щоб Австрія залишалася нейтральною, проти 18%, які підтримують вступ Австрії до НАТО.
Членство Австрії в Європейському Союзі було суперечливим через зобов’язання Австрії дотримуватися нейтралітету. Австрія приєдналася до блоку лише в 1995 році разом зі Швецією та Фінляндією, які також оголосили про свій нейтралітет під час холодної війни після референдуму про вступ.
У 1995 році Австрія приєдналася до програми НАТО «Партнерство заради миру», але лише після того, як це зробила Росія. 
У березні 2023 року політики Партії Свободи покинули промову президента України Володимира Зеленського в парламенті Австрії на 400-й день повномасштабного російського вторгнення в Україну. Вони стверджували, що промова порушує нейтралітет Австрії, і залишили на своїх столах плакати з написами «простір для нейтралітету» та «простір для миру».

## Міжнародна співпраця
Австрія бере участь у миротворчих та інших гуманітарних місіях під керівництвом ООН. Він бере участь у:
- КФОР чисельністю до 561 військовослужбовця. Ця місія поряд із силами НАТО. Інші країни в цій місії включають Швейцарію, навіть більш відому своїм нейтралітетом.
- EUFOR (колишній SFOR) у Боснії та Герцеговині, з 2 грудня 2004 року під командуванням Європейського Союзу
- Тимчасові сили ООН у Лівані (UNIFIL) у Лівані.